# مورتين ينسين
مورتين ينسين (بالألمانية: Morten Jensen)‏ (مواليد 20 سبتمبر 1987 في هوسوم - ألمانيا الغربية) لاعب كرة قدم ألماني يلعب حاليا لصالح نادي الدرجة الأولى هانوفر الألماني منذ 2003 في مركز حارس مرمى .

## روابط خارجية
- مورتين ينسين على موقع قاعدة بيانات كرة القدم.إي يو (الإنجليزية)
- مورتين ينسين على موقع بيانات كرة القدم. دي إي (الألمانية)
- مورتين ينسين على موقع ليكيب (الفرنسية)
- مورتين ينسين على موقع Soccerway.com (الإنجليزية)
- مورتين ينسين على موقع عالم كرة القدم.نت (الإنجليزية)
- مورتين ينسين على موقع GSA (الإنجليزية)